# Bowers & Wilkins
Bowers & Wilkins är en brittisk Hi-Fi-tillverkare främst inriktad på högtalare. Företaget startades 1945 i Worthing, West Sussex, England av John Bowers och Ray Wilkins.

Företaget är ett av de mest välrenommerade högtalartillverkarna i världen och är främst kända för sina högtalarserier kallade "800" och "Nautilus". "800"-serien är deras mest kända studiomonitor och används av flertalet kända studios runt om i världen. "Nautilus"-serien är djärv design (extrem till och med) i kombination med högkvalitativt Hi-fi-ljud. Företaget har dock även högtalare i det vanliga konsumentsegmentet.

## Milstolpar
- 1945 - Bowers & Wilkins grundas och första affär startas av John Bowers och Ray Wilkins i Worthing, West Sussex, England.
- 1966 - B&W Electronics Ltd startas av John Bowers & Peter Hayward för egentillverkning av högtalare till B&W affären. Första högtalaren kallades "P1".
- 1968 - Första yttre distributör kontrakteras, Audioscript i Holland.
- 1969 - Dennis Ward från EMI ansluter till företagsstyrelsen. Även den första helt egenbyggda högtalaren lanseras, kallad "DM70".
- 1972 - B&W flyttar tillverkningen till Meadow Road, Worthing.
- 1973 - B&W erhåller "Queen’s Award for Export" ("Drottningens Utmärkelse för Export").
- 1974 - Kenneth Grange, industridesigner, anlitas och DuPont's Kevlar® introduceras i högtalarelement genom en av B&W patenterad process för resonansreducering.
- 1976 - Högtalaren "DM6" introduceras. Den får smeknamnet "The pregnant penguin" ("den gravida pingvinen") på grund av dess utseende.
- 1978 - B&W får för andra gången utmärkelsen "Queen’s Award for Export".
- 1979 - Den numera klassiska monitorhögtalaren "801" lanseras. Den blir sedermera defactohögtalaren hos EMI:s och Decca:s inspelningsstudior.
- 1982 - B&W Research Establishment startas i Steyning, West Sussex, England.
- 1987 - John Bowers avlider i december.
- 1992 - Produktionslokalerna i Silverdale, Worthing, West Sussex, byggs ut på grund av ökad produktefterfrågan.
- 1993 - Högtalarserien "Nautilus" introduceras efter 5 år av forskning och utveckling.
- 1996 - Ytterligare produktionslokaler byggs, i Bradford, West Yorkshire.
- 2001 - B&W startar uppvisningslokaler i Shanghai, Istanbul, Rom och Hong Kong.
- 2002 - B&W flyttar sin verksamhet (produktion, lager och huvudkontor) i Worthing till Dale Road. Företaget startar även upp byggnationen av en andra fabrik i Bradford, England.
- 2003 - B&W införskaffar egen kabinettillverkning, i Agerbæk, Danmark. Företaget flyttar även sin produktion och lager i Bradford till Cleckheaton, West Yorkshire.
- 2005 - B&W erhåller "Queen's Award for Innovation" ("Drottningens pris för innovation"). Högtalaren "803D" erhåller "EISA Award for European High End Audio Component of the Year" och "PV1" erhåller "European Home Theatre Subwoofer of the year 2005-2006".
- 2006 - Högtalaren "CM1" erhåller "EISA Speaker of the Year 2006 Award". B&W tillverkar en specialversion av högtalaren "DM601" i begränsad utgåva för Norman Cook (även känd som Fatboy Slim m.m.) och hans "Greatest Hits" album.
- 2007 - Högtalaren "DM685" erhåller "EISA Compact Speaker of the Year 2007 Award".